# Antonio Bevacqua
Antonio Bevacqua (Catanzaro, 21 ottobre 1954) è un politico italiano.

## Biografia
Nato a Catanzaro nel 1954, ha svolto la professione di commercialista presso il capoluogo calabro a partire dal 1981.
Fu attivo politicamente nelle file del Partito Repubblicano Italiano, risultando più volte eletto al consiglio comunale della città. Dal 1990 al 1992 fu assessore nella giunta presieduta da Marcello Furriolo e nell'agosto 1993 venne eletto sindaco di Catanzaro dopo Franco Fiorita. Fu il primo e unico sindaco repubblicano di Catanzaro e primo sindaco non appartenente alla Democrazia Cristiana dal 1946.
Il 21 ottobre 1993 conferì a Rita Levi Montalcini la cittadinanza onoraria di Catanzaro.
Dal 2019 è presidente della Fondazione Ordine dei dottori commercialisti e degli esperti contabili (ODCEC) di Catanzaro.